# Serei Mean Chey
Serei Mean Chey es una comuna (khum) del distrito de Sampov Lun, en la provincia de Battambang, Camboya. En marzo de 2008 tenía una población estimada de 11 451 habitantes.
Se encuentra ubicada al oeste del país, a poca distancia al este de los montes Cardamomo y la frontera con Tailandia y al oeste del lago Sap (Tonlé Sap).